# León Febres-Cordero Ribadeneyra
León Esteban Febres-Cordero Ribadeneyra (Guayaquil, 1931 - Guayaquil, 2008), polític i empresari equatorià, president de la República de l'Equador entre 1984 i 1988.
Es va educar en el col·legi Cristóbal Colón de Guayaquil i es va llicenciar com a enginyer industrial als Estats Units. Provenia de la família del veneçolà León de Febres-Cordero, un dels gestors de la revolta del 9 d'octubre de 1820 a Guayaquil que inicià la campanya definitiva per a la independència d'Espanya. Es va dedicar als negocis i va arribar a administrar les empreses del primer agroexportador del país, l'empresari Luis Noboa. Va ser president de la càmera d'indústria. La dictadura militar de Guillermo Rodríguez Lara el va empresonar durant 94 dies per un plet d'impostos i exempcions. Entre 1968 i 1970 fou senador i el 1978 es va afiliar al Partit Socialcristià (PSC). Amb retorn de la democràcia el 1979 va ser elegit diputat nacional pel PSC i fou president de la República de 1984 a 1988. El seu govern es va caracteritzar per greus violacions als drets humans, especialment desaparicions forçades, i durant el seu govern es van crear «esquadrons de la mort» dedicats a càstigs i execucions sumàries.
El 1992, va ser escollit alcalde de Guayaquil i reelegit en 1996. Febres Cordero és uns dels personatges polítics més influents de l'Equador, perquè ha aconseguit acumular un enorme poder i influència en diferents esferes de l'administració pública, especialment en el poder judicial, i dels sectors empresarials. Per a alguns historiadors i analistes aquest poder de Febres Cordero ha contribuït a perpetuar la inestabilitat política del país, entrampat en pugnes d'hegemonia entre diferents sectors de poder. El poder de Febres Cordero en la funció judicial s'ha vist parcialment reduït, amb una nova Cort Suprema de Justícia, amb la intervenció d'organismes com la OEA. D'altra banda, com a representant del sector més dur del PSC, es va enfrontar a l'ala més liberal, representada per Jaime Nebot, que el va succeir com alcalde de Guayaquil i com a líder del partit. Va morir el 15 de desembre de 2008 als 77 anys, víctima d'emfisema i càncer de pulmó.